# Mistrovství světa juniorů v ledním hokeji 1975
Mistrovství světa juniorů v ledním hokeji 1975 se konalo 26. prosince 1974 až 5. ledna 1975 v kanadských městech Winnipeg a Brandon i v amerických městech Minneapolis, Bloomington a Fargo.
Jednalo se o druhý ročník zvacího turnaje reprezentací do 20 let, nešlo ještě o oficiální MSJ.

## Pořadí
| pozice | Tým     | Z | GS | GI | B  |
| ------ | ------- | - | -- | -- | -- |
| 1.     | SSSR    | 5 | 22 | 8  | 10 |
| 2.     | Kanada  | 5 | 27 | 10 | 8  |
| 3.     | Švédsko | 5 | 18 | 24 | 5  |
| 4.     | ČSSR    | 5 | 9  | 11 | 4  |
| 5.     | Finsko  | 5 | 10 | 14 | 3  |
| 6.     | USA     | 5 | 9  | 28 | 0  |

## Výsledky
| Tým        | SSSR | Kanada | Švédsko | ČSSR | Finsko | USA |
| ---------- | ---- | ------ | ------- | ---- | ------ | --- |
| 1. SSSR    |      | 4:3    | 6:2     | 5:1  | 4:1    | 3:1 |
| 2. Kanada  | 3:4  |        | 10:2    | 3:0  | 2:1    | 9:3 |
| 3. Švédsko | 2:6  | 2:10   |         | 2:2  | 5:3    | 7:3 |
| 4. ČSSR    | 1:5  | 0:3    | 2:2     |      | 1:1    | 5:0 |
| 5. Finsko  | 1:4  | 1:2    | 3:5     | 1:1  |        | 4:2 |
| 6. USA     | 1:3  | 3:9    | 3:7     | 0:5  | 2:4    |     |

## Medailisté
SSSR
Brankáři: Sergej Babariko, Vladimir Myškin

Obránci: Zinetula Biljaletdinov, Alexandr Baldin, Sergej Babinov, Alexandr Ivanov, Fedor Kanarejkin, Vladimir Kučerenko, Vasilij Pěrvuchin, Vitalij Filipov

Útočníci: Viktor Hatulevs, Boris Šučin, Boris Barabanov, Sergej Abramov, Boris Alexandrov, Dmitrij Fedin, Viktor Vachručev, Valerij Bragin, Alexandr Zotov, Sergej Lantratov, Anatolij Štěpanov, Sergej Šepelev.
  Kanada
Brankáři: Larry Hedrick, Doug Soetaert, Edward Staniowski

Obránci: Blair Davidson, Rick Hodgson, Rick Lapointe, Bryan Maxwell, Kevin McCarthy, Robin Sadler

Útočníci: Danny Arndt, Rick Blight, Mel Bridgman, Mark Davidson, Rob Flockhart, Kelly Greenbank, Ralph Klassen, Jim Minor, Dale McMullin, Clayton Pachal, Barry Smith, Brian Sutter, Bryan Trottier, Gregory Vaydik.
  Švédsko
Brankáři: Mats Abrahamsson, Åke Andersson

Obránci: Torbjorn Andersson, Hans Eriksson, Björn Johansson, Jan Kock, Goran Lindblom, Magnus Olsson, Jan-Ove Viberg

Útočníci: Bo Berglund, Dag Bredberg, Rolf Ericsson, Thomas Gradin, Glen Johansson, Bengt Lundholm, Emil Meszaros, Kent Nilsson, Torbjorn Nillson, Jorgen Pettersson, Tommy Pettersson, Anders Steen, Tom Stenberg.

## Československá reprezentace
Brankáři: Petr Ševela, Jaroslav Rozsypal

Obránci: Jiří Heinz, Miloš Pecka, Vladislav Vlček, Miroslav Michalovský, Miroslav Kukol, František Větrovec, Ivan Országh, Pavel Dutnar

Útočníci: Karel Holý, Peter Šťastný, Miloš Kupec, Josef Ondík, Milan Kraft, Peter Filipovič, Pavel Rázl, Miroslav Staněk, Jiří Exl, Jaroslav Vopátek, Norbert Král, Jozef Lukáč.

## Turnajová ocenění
|                        | Brankář         | Obránce          | Obránce          | Útočníci        | Útočníci        | Útočníci         |
| ---------------------- | --------------- | ---------------- | ---------------- | --------------- | --------------- | ---------------- |
| Ceny direktoriátu IIHF | Ed Staniowski   | Sergej Babinov   | Sergej Babinov   | Viktor Chatulov | Viktor Chatulov | Viktor Chatulov  |
| All-Star Tým           | Vladimir Myškin | Richard Lapointe | Viktor Kučerenko | Dale McMullin   | Viktor Chatulov | Boris Alexandrov |

### Produktivita
| Hráč               | G | A | Body |
| ------------------ | - | - | ---- |
| Boris Čučin        | 4 | 4 | 8    |
| Dag Bredberg       | 4 | 4 | 8    |
| Dale McMullin      | 3 | 5 | 8    |
| Vladimir Kučerenko | 0 | 8 | 8    |
| Emil Meszáros      | 4 | 3 | 7    |